# Тимчасова спеціальна комісія Верховної Ради України
Тимчасова спеціальна комісія Верховної Ради України (ТСК) — колегіальний тимчасовий орган Верховної Ради України, що утворюється із числа народних депутатів України для підготовки і попереднього розгляду питань.

## Правовий статус
Згідно зі статтею 89 Конституції України,
| Верховна Рада України у межах своїх повноважень може створювати тимчасові спеціальні комісії для підготовки і попереднього розгляду питань. |
Правовий статус тимчасових спеціальних комісій Верховної Ради завжди був предметом політичного торгу ( [Архівовано 15 листопада 2018 у Wayback Machine.]  [Архівовано 15 листопада 2018 у Wayback Machine.]  ).
У 2009 році зроблена чергова спроба врегулювати діяльність тимчасових спеціальних, тимчасових слідчих, а також спеціальної тимчасової слідчої комісії ВРУ окремим Законом, проте 10 вересня 2009 року його було визнано неконституційним. Причина — порушення процедури набрання Законом чинності.
На сьогодні діяльність ТСК регулюється Регламентом Верховної Ради України (статті 85-86).
Закон про тимчасові слідчі комісії і тимчасові спеціальні комісії Верховної Ради України, прийнятий Верховною Радою 6 червня 2019 року, заветований Президентом Зеленським з пропозиціями.
Тимчасову спеціальну комісію не слід плутати з тимчасовою слідчою комісією, яка утворюється для проведення розслідування з питань, що становлять суспільний інтерес. Наприклад, предметом спеціальної комісії може бути підготовка законопроєкту про внесення змін до Конституції, а предметом слідчої комісії — розслідування обставин резонансного злочину.

## Утворення і діяльність ТСК
Верховна Рада може прийняти рішення про утворення тимчасової спеціальної комісії для підготовки і попереднього розгляду питань, а також для підготовки і доопрацювання проєктів законів та інших актів Верховної Ради на правах головного комітету.
Тимчасова спеціальна комісія утворюється з числа народних депутатів, які дали на це згоду. Кількісний склад ТСК формується з урахуванням принципу пропорційного представництва депутатських фракцій (депутатських груп).
Про утворення ТСК Верховна Рада приймає постанову.
У комісії обираються голова, заступник голови та секретар.
Строк повноважень ТСК не може перевищувати одного року з дня її утворення.
У визначений термін, але не пізніш як через шість місяців з дня її утворення, ТСК подає до Верховної Ради письмовий звіт про виконану роботу, а також підготовлені відповідні проєкти актів Верховної Ради та інші матеріали.
Повноваження тимчасової спеціальної комісії вважаються припиненими в разі:
1. прийняття Верховною Радою закону, постанови або іншого акта, для підготовки якого створювалася ця тимчасова спеціальна комісія;
2. припинення повноважень Верховної Ради, якою утворено цю тимчасову спеціальну комісію.